# Ymer Dishnica

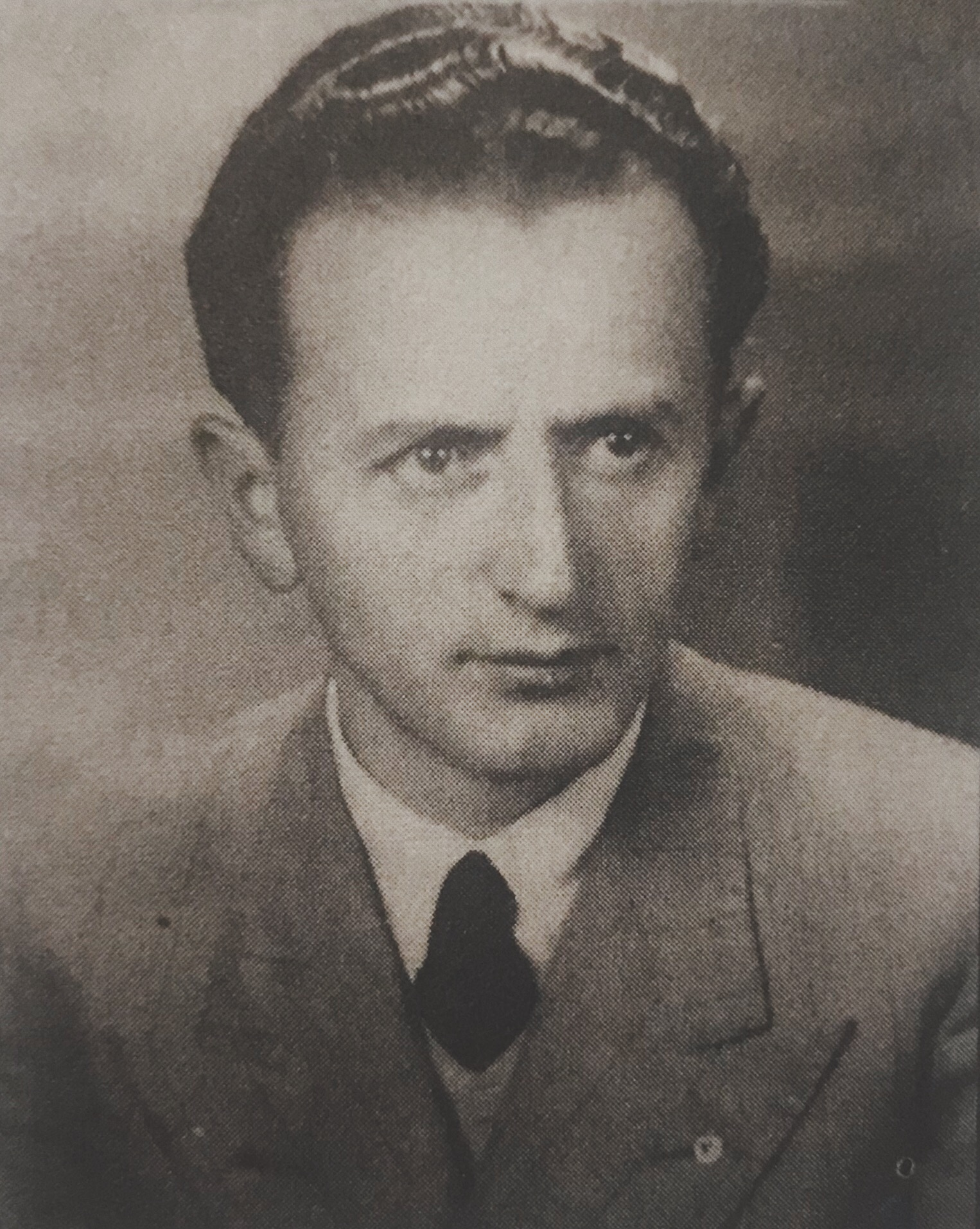
Ymer Dishnica, 1947

Ymer Dishnica (* 21. Februar 1912 in Dishnica, Kreis Korça; † 22. September 1998) war ein albanischer Politiker der Partei der Arbeit Albaniens, der unter anderem zwischen 1946 und 1947 Präsidenten der Volksversammlung war.

## Leben
Dishnica begann nach dem Besuch des französischsprachigen Lyzeums in Korça 1932 ein Studium der Medizin an der Universität Lyon, das er an der Universität von Paris fortsetzte. 1941 schloss er das Studium mit dem Schwerpunkt Pathologie ab. Nach seiner Rückkehr nach Albanien im Jahr 1941 schloss er sich als Gegner der italienischen Besatzer der kommunistischen Korça-Gruppe an. Am 8. November 1941 gehörte er zu den Teilnehmern des Gründungskongresses der Kommunistischen Partei Albaniens PKSh (Partia Komuniste e Shqipërisë) in Tirana und gehörte bereits 1942/1943 zu den führenden Personen der kommunistischen Bewegung.
Am 2. August 1943 war Dishnica Leiter der Delegation der PKSh bei der Unterzeichnung des Abkommens von Mukja, durch das der gemeinsame bewaffnete antifaschistische Widerstand mit der nationalalbanischen Bewegung Balli Kombëtar beschlossen wurde. Zusammen mit Mustafa Gjinishi stimmte er einem Kompromiss mit dieser rivalisierenden Bewegung zu, was ihm später vorgeworfen wurde. Im Mai 1944 wurde er auf dem Kongress von Përmet (Kongresi i Përmetit) zum Mitglied des Antifaschistischen Rates der nationalen Befreiung (Këshilli Antifashist Nacional-Çlirimtar) gewählt, ein Übergangsparlament, das vom 20. bis 23. Oktober in Berat tagte.

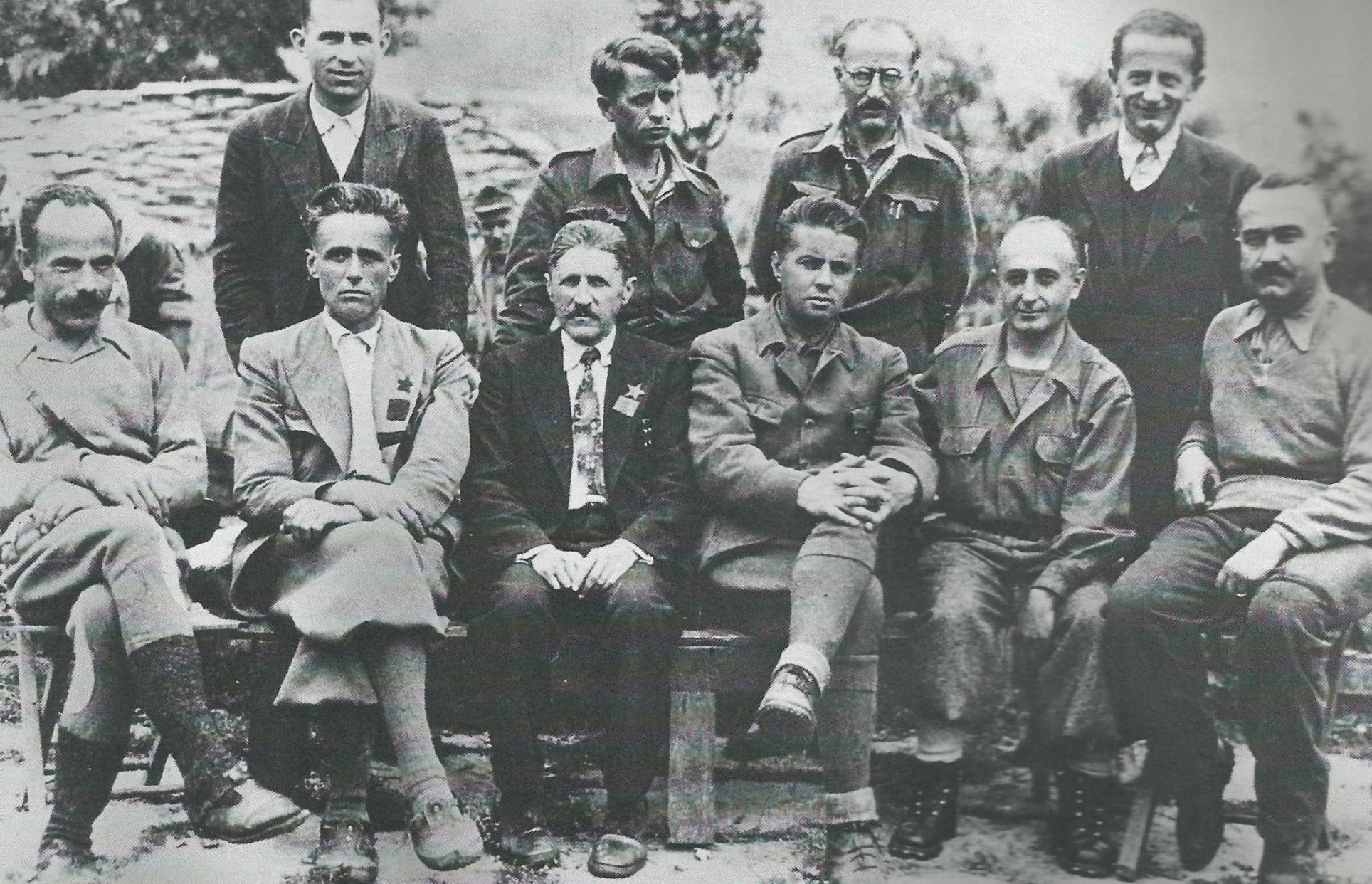
Dishnica stehend rechts oben mit anderen Mitgliedern der provisorischen Demokratischen Regierung (1944)

Im Oktober 1944 wurde Dishnica von Ministerpräsident Enver Hoxha zum ersten Minister für Volksgesundheit (Ministri i Shëndetësisë) ernannt und bekleidete dieses Amt bis 1946. Im Anschluss wurde er 1946 als Nachfolger von Tuk Jakova Vorsitzender der Volksversammlung (Kuvendi Popullor) und übte diese Funktion bis zu seiner Ablösung durch Manush Myftiu 1947 aus.
Während der darauf folgenden stalinistischen Parteisäuberungen in Albanien wurde Dishnica 1947 denunziert und aus der Kommunistischen Partei ausgeschlossen. Hauptgrund war die Unterzeichnung des Abkommens von Mukja, wenngleich er nicht inhaftiert wurde. Er zog sich daraufhin aus dem politischen Leben zurück und arbeitete im Anschluss als Arzt und Medizindozent in Tirana. Am 2. Januar 1950 wurde er allerdings aus Tirana verbannt und musste sich mit seiner Familie in Berat niederlassen, wo er Direktor des Amtes für Volksgesundheit wurde. Daneben arbeitete er als Arzt in Berat.
Im Zuge weiterer Parteisäuberungen wurde Dishnica 1955 wegen Agitation und Propaganda angeklagt und zu einer sechsjährigen Freiheitsstrafe verurteilt. Bereits 1956 wurde er aufgrund der Intervention seines Onkels Esat Dishnica aus der Haft entlassen. Allerdings konnte er erst 1995 wieder nach Tirana zurückkehren. 1998 wurde er kurz vor seinem Tod zum Vorsitzenden der Veteranenorganisation gewählt.